# Nikita Gouslistov
Nikita Sergueïevitch Gouslistov - en russe : Никита Сергеевич Гуслистов et en anglais : Nikita Guslistov - (né le 30 mai 2002 à Khokhlovo dans l'oblast de Vologda) est un joueur professionnel russe de hockey sur glace. Il évolue au poste d'attaquant.

## Biographie

### Carrière en club
Formé au Severstal Tcherepovets, il débute dans la MHL avec l'Almaz en 2019. Il joue son premier match dans la KHL avec le Severstal face au Jokerit le 1er novembre 2020. Il marque son premier but le 11 décembre 2020 face au HK Spartak Moscou. Le 21 janvier 2021, il inscrit un triplé et une assistance lors d'une victoire 6-3 chez l'Avtomobilist Iekaterinbourg et devient le plus jeune joueur russe à inscrire un triplé la ligue. Le 27 janvier 2021, il est nommé par l'entraîneur Andreï Razine capitaine du Severstal lors d'un match face au SKA Saint-Pétersbourg devenant à l'âge de 18 ans et 242 jours, le plus jeune capitaine de l'histoire de la KHL. Lors du repêchage d'entrée dans la LNH 2021, il est choisi au septième tour, en deux-cent-neuvième position au total par les Hurricanes de la Caroline.

### Carrière internationale
Il représente la Russie au niveau international. Il prend part aux sélections jeunes. Il honore sa première sélection avec l'équipe nationale senior le 11 novembre 2021 face à la Finlande lors d'un match de la Coupe Karjala.

## Statistiques

### En club
| Saison    | Équipe                 | Ligue      |                   | Saison régulière  | Saison régulière  | Saison régulière  | Saison régulière  | Saison régulière |   | Séries éliminatoires | Séries éliminatoires | Séries éliminatoires | Séries éliminatoires | Séries éliminatoires |
| Saison    | Équipe                 | Ligue      | PJ                | B                 | A                 | Pts               | Pun               | PJ               | B | A                    | Pts                  | Pun                  |                      |                      |
| 2018-2019 | Metallourg Maïski      | NMHL       | 27                | 4                 | 5                 | 9                 | 6                 | 4                | 1 | 1                    | 2                    | 0                    |                      |                      |
| 2019-2020 | Almaz                  | MHL        | 56                | 9                 | 7                 | 16                | 4                 | 4                | 0 | 0                    | 0                    | 0                    |                      |                      |
| 2020-2021 | Severstal Tcherepovets | KHL        | 28                | 5                 | 2                 | 7                 | 0                 | 5                | 1 | 1                    | 2                    | 0                    |                      |                      |
| 2020-2021 | Almaz                  | MHL        | 23                | 14                | 8                 | 22                | 2                 | 3                | 0 | 1                    | 1                    | 2                    |                      |                      |
| 2021-2022 | Severstal Tcherepovets | KHL        | 34                | 6                 | 7                 | 13                | 2                 | 7                | 0 | 2                    | 2                    | 2                    |                      |                      |
| 2021-2022 | Almaz                  | MHL        | 0                 | 0                 | 0                 | 0                 | 0                 | 1                | 0 | 0                    | 0                    | 0                    |                      |                      |
| 2022-2023 | Severstal Tcherepovets | KHL        | 52                | 4                 | 11                | 15                | 8                 | 7                | 1 | 0                    | 1                    | 0                    |                      |                      |
| 2023-2024 | Severstal Tcherepovets | KHL        | 26                | 0                 | 1                 | 1                 | 0                 | 4                | 0 | 0                    | 0                    | 0                    |                      |                      |
| 2023-2024 | Bouran Voronej         | VHL        | 8                 | 2                 | 3                 | 5                 | 0                 | 2                | 0 | 2                    | 2                    | 0                    |                      |                      |
| 2024-2025 | HK Dinamo Minsk        | KHL        | 9                 | 0                 | 0                 | 0                 | 2                 | -                | - | -                    | -                    | -                    |                      |                      |
| 2024-2025 | HK Brest               | Ekstraliga | 14                | 2                 | 4                 | 6                 | 8                 | -                | - | -                    | -                    | -                    |                      |                      |
| 2024-2025 | Admiral Vladivostok    | KHL        | Saison en cours ? | Saison en cours ? | Saison en cours ? | Saison en cours ? | Saison en cours ? |                  |   |                      |                      |                      |                      |                      |